# Palmièri
Palmièri (Joseph Sergius Archambault; * 1871 in Terrebonne/Québec; † 30. April 1950 in Outremont) war ein kanadischer Schauspieler.
Archambault studierte Jura, als er sich 1893 an der Gründung des Theaters Les Variétés in Montreal beteiligte. Dort hatte er seine ersten professionellen Auftritte an der Seite von Schauspielern wie Léon Petitjean, Louis LeBel, J. P. Filion, Elzéar Hamel und Blanche de la Sablonnière. Seinen Bühnennamen Pamièri übernahm er von einer Figur aus einem Stück namens Martyre, die er 1896 am Monument National spielte.  Mit den meisten seiner Kollegen von den Variètes wurde er 1900 von Georges Gauvreau an das Théâtre national engagiert, wo mit großem Erfolg Mantel-und-Degen-Stücke wie Les 3 mousque-taires en tuyau de castor du Faubourg Québec gespielt wurden.
1910 übernahm Palmière die Leitung des Hauses in Québec des Théâtre national. Zu seinem Ensemble dort zählten u. a. Pierre Durand, Gaston Dauriac und Paul Marcel. Nach zwei Jahren kehrte er nach Montreal zurück, wo inzwischen Bella Ouellette Erfolge feierte. Mit René Harmant spielte er drei Saisons mit großem Erfolg in Vaudevilles am Théâtre des Nouveautés. 
Ab 1914 war er Schauspieler und künstlerischer Leiter am Théâtre Chanteclerc. Er arbeitete dort zehn Jahre u. a. mit Antoine Godeau und Fred Barry zusammen. Ab 1934 trat er auch im Rundfunk auf, unter anderem in Sketchen von Ovila Légaré und Ernest Pallascio-Morin. Im Film debütierte er 1945 in Fedor Ozeps Fyodor Otsep . Weitere Filmrollen hatte er in Ozeps Whispering City (1947) und Paul Gurys Le curé de village (1949). 